# Крайние Шешмары
Крайние Шешмары (горномар. Кӓтӓ Шошмар) — деревня в Горномарийском районе Республики Марий Эл. Входит в состав Микряковского сельского поселения.

## География
Находится в юго-западной части республики Марий Эл на расстоянии приблизительно 29 км на юго-запад от районного центра города Козьмодемьянск.

## История
Известна с XVI века как Третья Шошмара. В 1717 году здесь было 38 марийских дворов (290 жителей). В 1859 г. в «деревне Крайняя Шешмара (Шешмары, Дмитриеве)», расположенной «при речке Шешмарке» было 146 дворов с населением в 861 человек. В 1927 году в деревне в 82 дворах проживало 313 человек. В 2001 году здесь было 74 двора. В советское время работали колхозы «Парижская Коммуна», «Вторая пятилетка», им. Ворошилова и «Маяк».

## Население
Население составляло 179 человек (горные мари 97 %) в 2002 году, 175 в 2010.